# Dorfkirche Quadenschönfeld

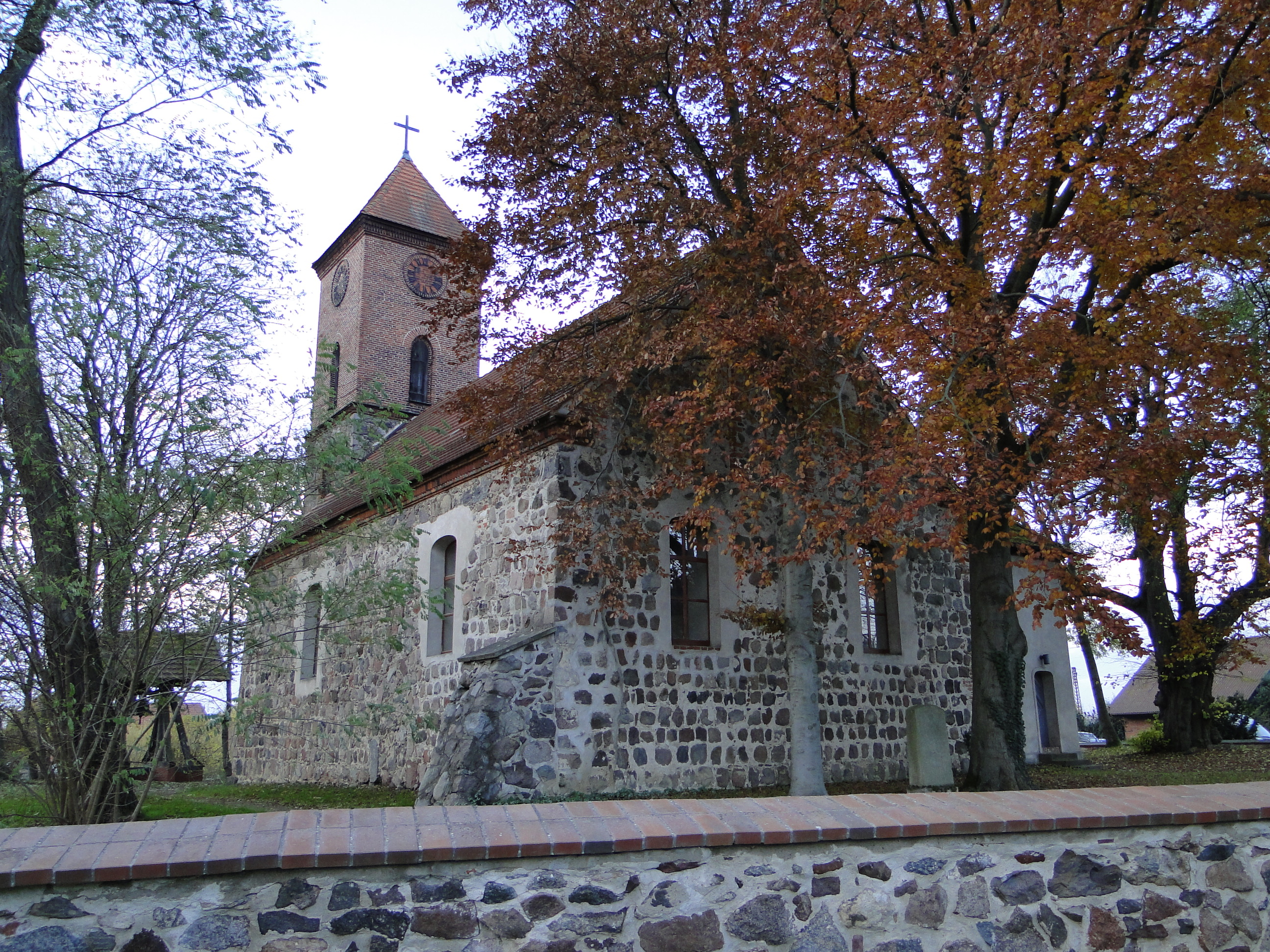
Die Feldsteinkirche in Quadenschönfeld

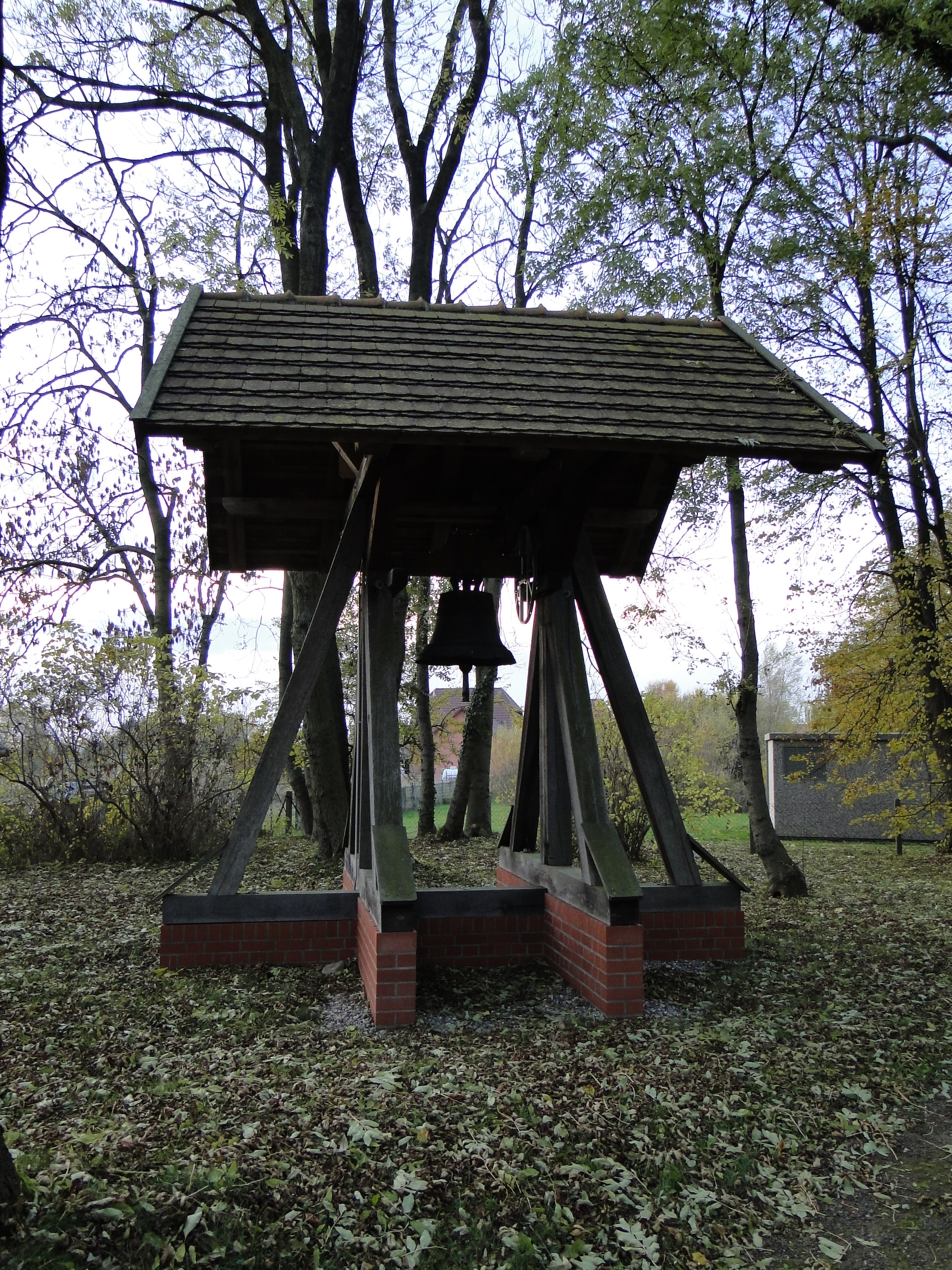
Der Glockenstuhl

Die Dorfkirche Quadenschönfeld ist ein denkmalgeschütztes evangelisches Kirchengebäude in Quadenschönfeld, einem Ortsteil von Möllenbeck im Landkreis Mecklenburgische Seenplatte (Mecklenburg-Vorpommern). Die Feldsteinkirche ist eine der Kirchen der Kirchengemeinde Rödlin-Warbende in der Propstei Neustrelitz im Kirchenkreis Mecklenburg der Evangelisch-Lutherischen Kirche in Norddeutschland (Nordkirche).

## Geschichte und Architektur
Die Saalkirche vom Anfang des 15. Jahrhunderts ist durch ein an der Seite befindliches Stufenportal erschlossen. Das Gebäude wurde zu Anfang des 18. Jahrhunderts umfangreich erneuert. An die Nordseite wurde eine Gruft angefügt, die Fenster wurden verändert. Der Anbau des Westturmes aus Backstein mit Glockengeschoss erfolgte 1847.

## Ausstattung
- Der Kanzelaltar entstand in der ersten Hälfte des 18. Jahrhunderts zeigt am Korb ein Relief mit der Darstellung der Taufe Christi; an den Akanthuswangen sind Wappen angebracht.
- Die Glocke wurde im 15. Jahrhundert gegossen.